# جامعات وكليات السود التاريخية
جامعات وكليات السود التاريخية (Historically black colleges and universities (HBCUs) هي مجموعة من مؤسسات التعليم العالي في الولايات المتحدة، تأسست قبل عام 1964 بهدف توفير التعليم للأمريكيين الأفارقة. لكنها كانت تتيح التسجيل لجميع الطلاب من جميع الأجناس والأعراق.
ثمة 107 جامعات منها في الولايات المتحدة، بما فيها مؤسسات تعليم خاصة وحكومية وكليات مجتمع وكليات تدرس لمدة أربع سنوات وكليات طب وقانون. أنشأت معظم هذه الجامعات عقب الحرب الأهلية الأمريكية في الولايات التي كان فيها الرق منتشراً سابقاً مع استثناءات بسيطة.

## التاريخ

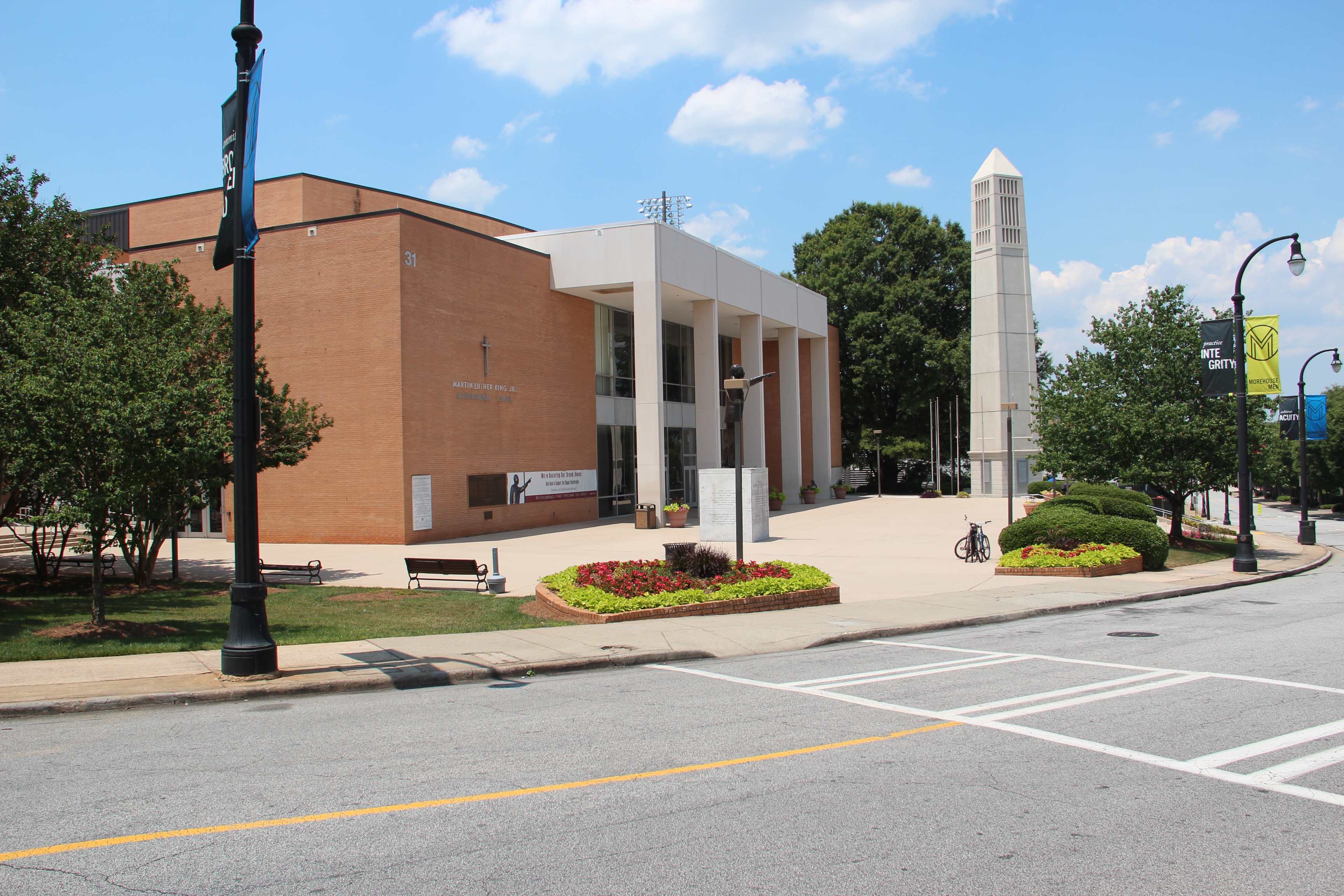
كلية مورهاوس، إحدى جامعات السود التاريخية تأسست عام 1867

معظم جامعات السود التاريخية أنشأت بعد الحرب الأهلية الأمريكية، غالباً ما كان التأسيس بمساعدة المنظمات التبشرية الدينية الشمالية. لكن جامعة تشيني (بنسلفانيا) (1837) وجامعة لينكولن (بنسلفانيا) (1854) تأسستا للسود قبل الحرب الأهلية. عام 1856، تعاونت كنيسة AME في أوهايو مع كنسية الأسقفية الميثودية، وهو المذهب السائد لدى غالبية البيض، في إنشاء كلية ثالثة في أوهايو، وهي جامعة ويلبرفورس. تأسست جامعة شو عام 1865 وهي أول جامعة جامعة للسود في الجنوب بعد الحرب الأهلية الأمريكية.
تم تعديل قانون التعليم العالي لعام 1965، حيث عرّف المؤسسة التعليمية نوع B على النحو التالي: «... أي كلية أو جامعة تاريخية للسود تأسست قبل عام 1954، كانت مهمتها الرئيسية تعليم الأمريكيين السود، وتم اعتمادها والاعتراف من قبل هيئة اعتماد معترف بها محلياً يحددها سكرتير التعليم لتكون سلطة يمكن الاعتماد عليها في نوعية التعليم المقدم».
عام 1862، وضع قانون موريل الذي ينص على منح الأراضي للكليات في كل ولاية. كانت بعض معاهد التعليم العالي في الشمال والغرب مفتوحة لتعليم السود قبل الحرب الأهلية. لكن كان ثمة فصل بين الطلاب في حوالي 17 ولاية معظمها في الجنوب، حيث كان الفصل العنصري يطال السود ويستبعدهم من الكليات المقامة على أراضيها. كردّ فعلٍ على هذا الأمر، أصدر الكونغرس قانون موريل لمنح الأراضي، ويعرف بقانون الكليات الزراعية لعام 1890، يقتضي أن تقوم الولايات بإنشاء جامعات من منح الأراضي للسود، إذا كانت الولاية تمارس الفصل العنصري وتستبعدهم من الجامعات. تم إنشاء العديد من الجامعات المخصصة للسود في العديد من الولايات بمقتضى قانون موريل. ولا تزال هذه الجامعات تتلقى منحاً فيدرالية سنوية لتمويل أبحاثها وأنشطة التعليم المستمر فيها. أسس قانون التعليم العالي لعام 1965 برنامجاً للمنح الفيدرالية المباشرة لجامعات السود التاريخية.
عام 1980، وقّع جيمي كارتر أمراً تنفيذياً لتوزيع الموارد والأموال الكافية لدعم هذه الجامعات في كافة أرجاء البلاد. تجلّى هذا الأمر التنفيذي في مبادرة البيت الأبيض لجامعات وكليات السود التاريخية وهو برنامج يموّل اتحادياً تشغّله وزارة التربية والتعليم الأمريكية.
بدءاً من عام 2001، بدأت إدارات العديد من جامعات وكليات السود التاريخية نقاشات حول سبل تجميع الموارد والعمل التعاوني فيما بينها. عام 2003، تبلورت هذه الشراكة على شكل تحالف، "كونسورتيوم يدعم التعاون بين العاملين في مجال المعلومات مكرّس لتقديم مجموعة من الموارد التي تهدف إلى دعم هذه الجامعات ومنتسبيها.